# Edilbert Razafindralambo
Edilbert Razafindralambo (ur. 3 października 1921 w Antananarywie, zm. 3 czerwca 2006 tamże) – madagaskarski prawnik, członek Komisji Prawa Międzynarodowego.
Ukończył Sorbonę, a w 1955 obronił tam doktorat z prawa. Następnie działał jako adwokat we Francji. W 1960 powrócił na Madagaskar, gdzie sprawował wiele znaczących funkcji publicznych. Był m.in. pierwszym prezesem Sądu Najwyższego Madagaskaru.
Pełnił wiele funkcji międzynarodowych. Był członkiem Trybunału Sprawiedliwości Wspólnoty Gospodarczej Państw Afryki Zachodniej, a także Trybunału Administracyjnego Międzynarodowej Organizacji Pracy. Był arbitrem Międzynarodowego Centrum Rozstrzygania Sporów Inwestycyjnych.
W latach 1982–1996 był członkiem Komisji Prawa Międzynarodowego.